# Победа православља
Победа православља или Торжество православља, је православни празник, који обухвата прву недељу Великога поста, па се још зове и Недеља православља и Чиста недеља.
Празник је установљен 11. марта 843. године у Цариграду, са благословом патријарха Методија I Цариградског и уз подршку царице Теодоре. Установљено је да се у Цркви сваке прве недеље Великог поста чита Синодик Православља, документ где су записани: саборно исповедање православне вере и анатемисања свих дотадашњих заблуда или јереси.
Овај празник прославља се ношењем литије са иконама и крстовима, На овај начин обележава се победа над иконоборством које је владало у периоду 8-ог и 9. века. Синодик православља исказује похвалу свима који су кроз готово два века борбе допринели сигурности поштовања икона. Синодик наводи разлоге ове теолошки засноване поштовања икона. То је истина о оваплоћењу Христовом и човековој боголикости од самог постанка. Овај Синодик објављује вечан спомен свима који кроз часне иконе ум свој уздижу ка богопознању и који освећују своје очи и уста гледајући и целивајући свете иконе, нарочито Икону Христову и икону Његове Богомајке.
У овом изложењу православног Синодика из 843. године је да су поштовања икона иконопоштоваоци поткрепили аргументима из свог најдубљег теолошког искуства. По том основу нарочито су значајни Свети Јован Дамаскин и Свети Теодор Студит. Свети Јован је објашњавао да се у раније време невидљиви Бог није могао приказивати али како се Бог појавио у телу и живео међу људима, могуће је да представимо оно што је у Богу видљиво. Свети Јован Дамаскин наводи приповест о цару Авгару који је тражио од једног уметника да наслика Христа а овај, кад је покушао, није то могао од превеликог блистања Христовог лица. А Христос, знајући шта желе уметник и Авгар, затражио је један убрус и прислонио га на своје божанско лице. На убрусу се изобразио Његов нерукотворени лик, који је Он послао Авгару. Овом повешћу Дамаскин хоће да подсети да иконе имају порекло и подстицај од самога Исуса Христа.
Теодор Студит, такође значајан иконобранитељ, успео је да демантује иконоборце поводом њиховог мишљења да су иконе идоли. Таква тврдња је неодржива јер, каже Теодор, једно је природа материје иконе а друго Христова природа. Поштујући икону ми не поштујемо и не клањамо се дрвету и бојама - материјалном предмету, већ прволику изображеном на икони, насликаној на дасци бојама. Зато, према светом Теодору, могуће је постојање многих икона једнога прволика или оригинала. Византијски иконопис, од којег су полазили иконопоштоватељи, је уметност дводимензионалне слике и управо таква икона даје могућност да се сагледа прослављени Христос.